# Associação Paulista de Cirurgiões Dentistas
A Associação Paulista de Cirurgiões Dentistas - APCD é a mais antiga congregação profissional de odontologia no Brasil e conta atualmente com mais de 40 mil associados. A entidade foi criada em 1911, com caráter profissional, educacional e científico, orientada à promoção e valorização da comunidade odontológica. Por iniciativa da APCD foram criadas a Federação Odontológica Latino-Americana (1917) e a Federação Odontológica Brasileira (1918). Possui o Museu do Dentista, com o maior acervo odontológico do Brasil e um dos maiores das Américas.
A APCD foi fundada em 1º de abril de 1911 pelo professor Gustavo Pires de Andrade, após tentativas anteriores que resultaram infrutíferas. Em 2011 o centenário da entidade foi celebrado, tendo a história de sua criação sido registrada e publicada em um livro comemorativo.
Através de sua Escola de Aperfeiçoamento Profissional, a APCD oferece cursos de graduação e pós-graduação na área de odontologia. A sua Faculdade de Odontologia recebeu a nota máxima do MEC - conceito 5.
A entidade sedia há mais de 55 anos o Congresso Internacional de Odontologia de São Paulo - CIOSP, um dos maiores congressos de odontologia do mundo.